# Franz Holzhammer
Franz Holzhammer (* 6. November 1893 in München; † 5. Januar 1958 ebenda) war ein deutscher Architekt der Postbauschule.

## Leben
Franz Holzhammer nahm 1912 nach seiner Reifeprüfung das Architekturstudium an der Technischen Hochschule München bei Theodor Fischer und Friedrich von Thiersch auf. 1914 bis 1918 musste er das Studium wegen seines Kriegsdienstes unterbrechen, aus dem er mit einer lebensbedrohlichen Verwundung heimkehrt. Nach seinem Abschluss 1920 begann er seine berufliche Tätigkeit als Wissenschaftlicher Mitarbeiter der Oberpostdirektion München. 1922 wurde er Regierungsbaumeister und 1924 Postbaurat. 1927 wurde Holzhammer zum Leiter des Hochbausachgebiets der Oberpostdirektion Regensburg berufen, ab 1930 war er als Nachfolger für den an die TH München gewechselten Robert Vorhoelzer in derselben Funktion für die Oberpostdirektion München tätig.
1932 trat Holzhammer der Bayerischen Volkspartei bei, um seine ablehnende Einstellung gegenüber dem Nationalsozialismus auszudrücken. Entgegen wiederholten Aufforderungen, der NSDAP beizutreten, hat sich Holzhammer im Unterschied zu den meisten seiner Kollegen trotz erheblicher beruflicher Nachteile nie zu diesem Schritt drängen lassen. Zudem lehnte er ihm angebotene herausragende Positionen im nationalsozialistischen Bauwesen, etwa das Angebot von Roderich Fick als Stadtbaurat nach Linz zu wechseln oder ins Reichspostministerium in Berlin zu gehen, ab. Seine Beförderung zum Abteilungspräsidenten, die eigentlich 1940 fällig gewesen ist, erfolgte erst nach Kriegsende. Schon während der letzten Kriegsjahre begann Holzhammer mit dem Wiederaufbau zerstörter Postbauten wie zum Beispiel des Postscheckamts an der Sonnenstraße. 1951 wurde Holzhammer Vizepräsident der Oberpostdirektion München. Ab 1952 war er außerdem Mitglied des Landesbaukunstausschusses Bayern.
Holzhammer zeigt sich in seinen Entwürfen sehr stark seiner oberbayerischen Heimat verwurzelt und hatte ein hohes Einfühlungsvermögen in lokale bauliche und landschaftliche Kontexte. Gleichzeitig öffnete er sich aber auch dem Neuen Bauen, wie auch sein Spätwerk, zum Beispiel das Fernmeldeamt an der Blutenburgstraße, eindrucksvoll verdeutlicht.

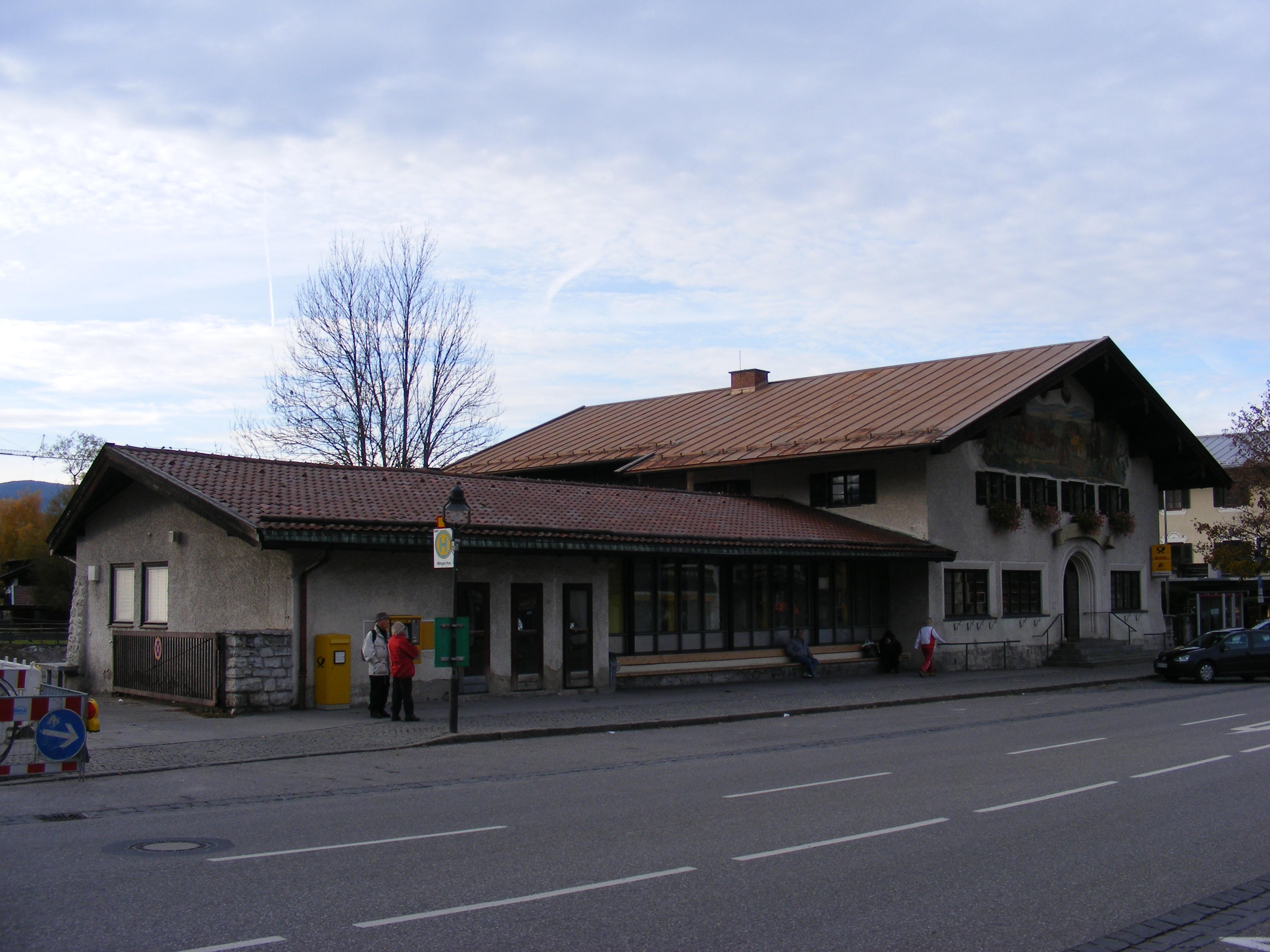
Postamt Rottach-Egern

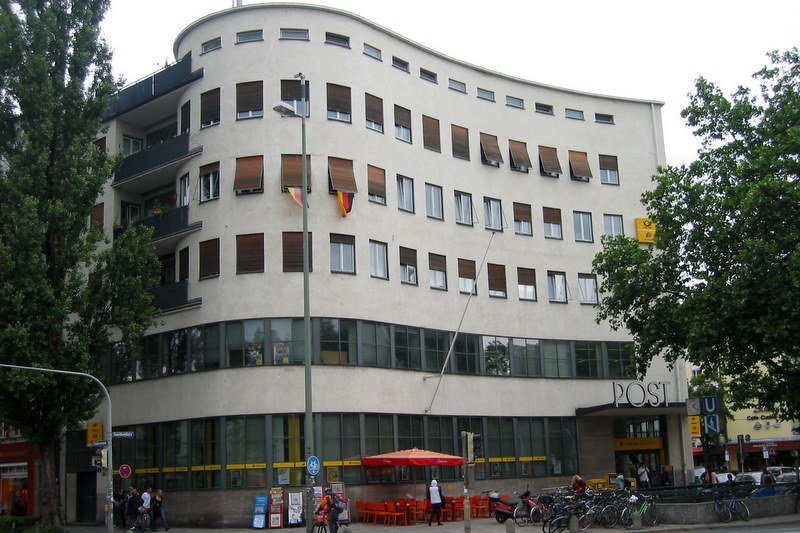
Postamt am Goetheplatz

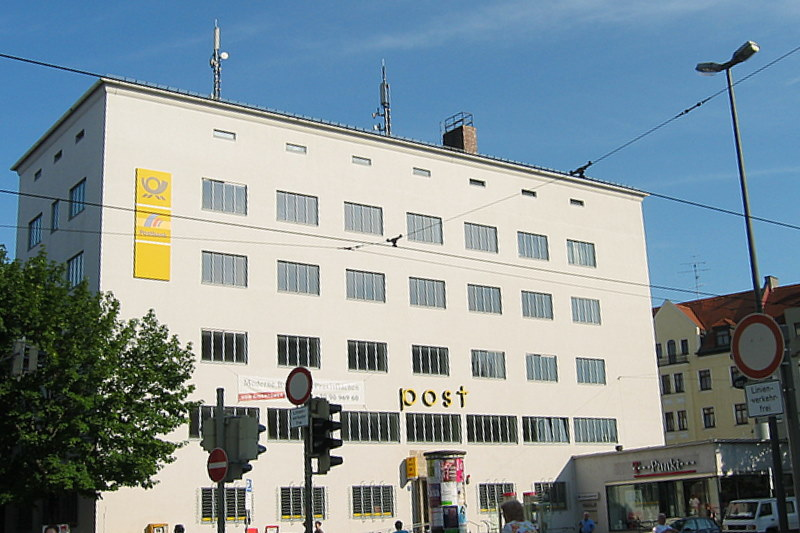
Die wiederaufgebaute „Tela“-Post in München-Obergiesing

## Werk (Auswahl)
- 1920–1922: Umbau Postscheckamt Sonnenstraße in München (mit Robert Vorhoelzer)
- 1923–1924: Verstärkeramt Pfaffenhofen an der Ilm, Ingolstädter Straße
- 1924: Postamt Winthierstraße in München (mit Robert Vorhoelzer, Walther Schmidt und Georg Werner)
- 1924–1929: Postamt, Kraftwagenhalle und Wartehalle Oberammergau (mit Robert Vorhoelzer)
- 1925: Postamt Bergmannstraße in München (mit Robert Vorhoelzer und Walther Schmidt)
- 1925: Postamt Murnau (mit Robert Vorhoelzer und Sigmund Schreiber)
- 1926: Agnespost: Postamt und Wohngebäude Agnesstraße in München (mit Robert Vorhoelzer und Walther Schmidt)
- 1926: Postamt Teisendorf (mit Robert Vorhoelzer)
- 1926: Postamt Schaftlach (mit Robert Vorhoelzer)
- 1926–1927: Verstärkeramt in Kochel am See (mit Robert Vorhoelzer und Hanna Löv) 2020 trotz Denkmalschutz durch Bürgermeister Thomas Holz CSU abgerissen
- 1926–1927: Paketzustellamt Arnulfstraße in München (mit Robert Vorhoelzer und Walther Schmidt)
- 1927: Postamt Rottach in Rottach-Egern
- 1929: Kraftwagenhalle und Übernachtungsgebäude in Tegernsee (mit Sigmund Schreiber und Franz Holzhammer)
- 1930: Postamt Mühldorf am Inn (mit Julius Forstmeier)
- 1933: Postamt Grassau (mit Werner Göckel)
- 1933: Umbau Postamt Ismaning (mit Walther Schmidt und Sigmund Schreiber)
- 1934: Postamt Ebenhausen-Schäftlarn
- Postamt Bad Wiessee
- 1930 Postamt Schliersee, 2012 nach Beschluss des Schlierseer Gemeinderates ersatzlos abgerissen
- Postamt Indersdorf
- Postamt Garmisch
- Postamt Pfaffenhofen
- Postamt und Wohngebäude am Goetheplatz in München
- Postamt München-Laim
- Postamt Bad Tölz
- Postamt Bayrischzell
- Postamt Dorfen
- Postamt Ebersberg
- Postamt Endorf
- Postamt Feldafing
- Postamt Feldkirchen
- Postamt Fürstenzell
- Postamt Grünwald
- Postamt Hauzenberg
- Postamt Haar
- Postamt Herrsching
- Postamt Kochel
- Postamt Kreuth
- Postamt Moosach
- Postamt Mallersdorf
- Postamt Neumarkt
- Postamt Obermenzing
- Postamt Pullach
- Postamt Reith im Winkl
- Postamt Rosenheim
- Postamt Starnberg
- Großsender Erding
- Postamt Dachauer Straße in München
- Postamt Max-Weber-Platz in München (Entwurf)
- Fernamt Schwabing
- Postamt Bad Reichenhall
- Postamt Berchtesgaden
- Postamt Bad Kohlgrub
- Postamt Solln
- Postamt Oberaudorf
- Postamt Reichertshofen
- Postamt Wolfratshausen
- Wiederaufbau der Hauptpost in München
- Wiederaufbau des Telegrafenamts in München
- Wiederaufbau der Residenzpost in München
- Wiederaufbau des Postamts an der Tegernseer Landstraße in München
- Wiederaufbau des Postamts an der Fraunhoferstraße in München
- Fernmelde- und Dienstgebäude Blutenburgstraße in München